# Östra Sverige (tidning)
Östra Sverige var en endagars dagstidning som gavs ut under tiden 12 november 1957 till 19 december 1962. Politiskt var tidningen en centertidning med inriktning på Uppland, Gästrikland och Södertörn. Fullständig titel  var Östra Sverige / Tidning för Uppland, Gästrikland och Södertörn. 1965-1973 gavs tidningen ut som tidskrift.

## Redaktion för dagstidningen
Redaktionsort var Stockholm hela utgivningstiden. Tidningen politiska tendens var Centerpartiet. Tidningen var endagarstidning som utkom onsdagar på eftermiddagen till 24 dec 1958, och sedan på fredagar på morgonen till 1962.

## Östra Sverige som tidskrift
Tidningen kom senare ut som tidskrift med utgivningsperioden 15 april 1965 till 15 december 1973. Dennas redaktion var inte i Stockholm utan till 1971 var redaktionen i Knivsta och 1972-1973 i Uppsala. 
| Period                 | Ansvarig utgivare                | Period                 | Redaktör                       |
| 1957-12-11--1962-12-19 | Petersson, Fritjof               | 1957-12-11--1958-12-24 | Davidsson, Rune                |
| 1965-04-15--1973-12-15 | Petersson, Fritjof (tidskriften) | 1959-01-02--1961-07-28 | Andersson, Holger J.           |
|                        |                                  | 1961-08-04--1961-11-24 | Karlsson, Harry                |
|                        |                                  | 1961-12-01--1962-12-19 | Hallberg, Erik                 |
|                        |                                  | Tidskrift Period       |                                |
|                        |                                  | 1965-04-15--1965-04-15 | Davidsson, Rune                |
|                        |                                  | 1965-12-15--1966-09-15 | ingen uppgift                  |
|                        |                                  | 1967-12-15--1968-03-15 | Håkansson, Håkan red och ordf  |
|                        |                                  | 1968-04-15--1971-03-15 | Håkansson, Håkan huvudred      |
|                        |                                  | 1971-04-15--1973-12-15 | Pettersson, Åke i redaktionen  |
|                        |                                  | 1971-04-15--1973-12-15 | Håkansson, Håkan i redaktionen |
|                        |                                  | 1972-01-15--1972-12-15 | Andersson, Lars huvudred       |
|                        |                                  | 1973-01-15--1973-12-15 | Andersson, Lars red            |

## Tryckning
Förlagsnamnet som gav ut tidningen hette Tidningsföreningen Östra Sverige, ekonomisk förening (Fritjof Petersson). i Örebro. Tryckeri  var först Tryckcentralen i Örebro 1957-12-11--1958-12-24  och sedan Svenska tryckcentralen i Stockholm 1959-01-02--1962-12-19. Formatet var dagstidningsformat inledningsvis 42x28 cm sedan tabloidformat. Tidningen hade  16 sidor 1960, övriga år är okända. Upplaga var enligt tidningen 11 december 1957 26 000 exemplar. Tidningen tryckes i svart + en färg med antikva som typsnitt. Priset var 1958-1959 15 kronor  helåret och 1960-1962 18 kronor.
Tryckeri för tidskriften var hela utgivningstiden 1965-1973 Tryckcentralen Örebro Tidskriften trycktes i svart + 2 färger, inte i fyrfärg. Tidningen hade format som en dagstidning 40x 25 cm satsyta med moderna typsnitt. Tidskriften hade 12-24 sidor. Upplagan varierande från 5000 exemplar 1965 till en osäker uppgift i tidningen nr 7-8 1968 om 137 000. Möjligen kan det ha varit ett gratisnummer distribuerat till alla hushåll.
Tidskriftens utgivningsfrekvens var lite oregelbunden. 1965 bara 2 nummer. 1966 4 nummer, 1967 1 nummer per år och 1968-1973 ett nummer i månaden.